# Harmony Link
Harmony Link — високовольтна лінія постійного струму в стадії будівництва, між Литвою та Польщею.
Метою проєкту є завершення переходу країн Балтії від IPS/UPS до синхронної мережі континентальної Європи.

Загальна очікувана вартість проєкту становить 923 мільйони євро.

Загальний обсяг інвестицій, запланованих на проєкт Harmony Link, становить близько 680 мільйонів євро, з яких 493 мільйони євро надійдуть від «Connecting Europe Facility».

21 грудня 2018 року литовський оператор електромережі Litgrid і польський оператор електромережі PSE підписали угоду про початок проєктування.
Проєкт отримав офіційну назву Harmony Link.
У червні 2023 року розпочалися будівельні роботи на станції Дарбенай.

Спочатку Harmony Link планувалося з'єднати підстанцію Жарновець у Поморському воєводстві Польщі з підстанцією Дарбенай у регіоні Кретинга в Литві.
Ключовим компонентом інтерконектора став кабель постійного струму високої напруги (HVDC) потужністю 700 МВт. Електрокабель мав бути завдовжки близько 330 км, з яких близько 290 км — акваторією.

Наприкінці 2023 року обидві країни погодилися змінити проєкт і побудувати сполучення на землі вздовж залізничної інфраструктури Rail Baltica замість запланованого раніше підводного кабелю.